# Asphalt (seria)
Asphalt – seria wyścigowych gier tworzona i wydawana przez firmę Gameloft. Pierwszą grą z serii jest Asphalt Urban GT. Asphalt 4: Elite Racing była pierwszą grą z serii wydaną na system iOS, zaś Asphalt 6: Adrenaline była pierwszą grą z serii wydaną na MacOS.

## Gry
Lista wydanych gier z serii :
- Asphalt Urban GT (telefon, Nintendo DS, N-Gage)
- Asphalt Urban GT 2 (telefon, Nintendo DS, N-Gage, PSP, Symbian)
- Asphalt 3: Street Rules (telefon, Symbian)
- Asphalt 4: Elite Racing (iOS, DSiWare, telefon, Symbian)
- Asphalt 5 (iOS, Palm Pre, Android, Windows Phone, Symbian)
- Asphalt 6: Adrenaline (iOS, Android, BlackBerry, Symbian, OS X, WebOS, telefon)
- Asphalt Xtreme
- Asphalt 3D (Nintendo 3DS)
- Asphalt: Injection (PlayStation Vita)
- Asphalt 7: Heat (iOS, Android, BlackBerry, Windows Phone 8, Windows 8)
- Asphalt 8: Airborne (iOS, Android, BlackBerry 10, Windows Phone 8, Windows 8)
- Asphalt Legends Unite (Asphalt 9: Legends) (iOS, Android, Windows 10, Windows 11, Nintendo Switch, PlayStaion 4, PlayStaion 5, Xbox One, Xbox Series)